# Plan de numérotation téléphonique à Hong Kong
Les numéros de téléphone à Hong Kong sont généralement composés de huit chiffres. Les numéros de téléphone fixe commencent par 2 ou 3 ; les numéros de téléphone mobile par 5, 6, 7 ou 9 ; les numéros de téléavertisseur par 7 et le service de renvoi par 8. Depuis fin 1989, il n'existe pas d'indicatif régional à Hong Kong. 
Le numéro de téléphone des services d'urgence - police, pompiers et ambulances - est le "999" pour toutes les lignes téléphoniques. Ces numéros peuvent également être utilisés pour les utilisateurs mobiles et autres: 
- "992" - fax sur ligne fixe, SMS sur téléphones mobiles (pour les abonnés handicapés)
- "112" - téléphones mobiles

Certains numéros spéciaux sont composés de trois à cinq chiffres. Certains services payants, par exemple pour les jeux et le contenu pour adultes, sont à 11 chiffres. Les numéros commençant par «1» sont généralement réservés aux services de transporteur ou d' opérateur. Ces services sont fournis par l'opérateur téléphonique individuel. En général, ces numéros peuvent être utilisés par tous les opérateurs: 
- Les services d’annuaire peuvent être contactés au "1081" (anglais), "1083" (cantonais) et "1088" (mandarin)
- Les informations météo peuvent être consultables au "18501" (anglais), "18503" (cantonais) et au "18508" (mandarin)

Le préfixe d'appel international varie selon le fournisseur international automatique. Toutefois, le "001" fonctionne sur toutes les lignes téléphoniques et utilise le service international automatique fourni par le même opérateur que la ligne téléphonique à partir de laquelle le numéro "001" est composé. Pendant les années de monopole téléphonique, le préfixe d’appel international était le "106" jusqu’aux années 1980, puis le "001". Les appels à destination de Macao et de la Chine continentale sont internationaux, de même que les appels vers Taïwan. Voici le format à composer de Hong-Kong vers: 
- Macao +853 .... ....
- la Chine continentale +86 (indicatif régional) .... ....
- Taïwan +886 (indicatif régional) ... ....

## Schéma de numérotation actuel et format
La structure et le format actuels des numéros de téléphone à Hong-Kong, conformément au système de numérotation des services de Hong Kong Telecom, sont les suivants (les premiers chiffres du numéro de téléphone sont utilisés comme suit): 
- 001 - indicatif service vocal longue-distance international
- 002 - fax longue-distance international / indicatif service de données
- 003 à 009 - indicatifs passerelle internationale
- 100.... à 107.... - enquête / hotline / service assisté par l'opérateur
- 1081 - services d'annuaire en anglais
- 1083 - services d'annuaire en cantonais
- 1088 - services d'annuaire en mandarin
- 109 - réparation du téléphone
- 112 - Appels d'urgence (uniquement les téléphones mobiles)
- 115 à 118 - numéros d'identification du réseau de routage international
- 12..... - enquête / hotline / service assisté par l'opérateur
- 133 - permet la fonction "identification de l'appelant limitée"
- 1357 - annule la fonction "identification de l'appelant limitée"
- 14 - indicatif d'identification du réseau
- 15 à 16 - indicatifs d'accès au service de télécommunications externe
- 17..... - services assisté par l'opérateur
- 1801. - paiement par service téléphonique[2]
- 1803. - paiement par service téléphonique
- 18060. - paiement par service téléphonique
- 1808 - service de recherche d'appels international
- 181 - service d'assistance ou hotline
- 182.... - indicatifs en lien avec la circulation routière
- 182182 - Comité de réorientation professionnelle
- 1823 - Unité d'efficacité du gouvernement de la région administrative spéciale de Hong-Kong
- 18281 - Tung Wah Group of Hospitals
- 18282 - The Community Chest
- 18288 - Caritas Hong Kong
- 183.... - indicatifs en lien avec la circulation routière
- 184.. - Jockey Club de Hong Kong
- 18501 - service d'information sur l'heure et la météo en anglais
- 18503 - service d'information sur l'heure et la météo en cantonnais
- 18508 - service d'information sur l'heure et la météo en chinois
- 186.... - indicatifs en lien avec la circulation routière
- 186000 - services financiers et Bureau du Trésor du gouvernement de la région administrative spéciale de Hong-Kong
- 186111 - service d'assistance "GovWiFi"
- 186131 - Bureau de la sécurité du gouvernement de la région administrative spéciale de Hong-Kong
- 186186 - Division anti-drogues du Bureau de la sécurité
- 1868 - Département de l'immigration du gouvernement de la région administrative spéciale de Hong-Kong (assistance aux résidents de Hong-Kong en situation de détresse)
- 187.... - indicatifs en lien avec la circulation routière
- 18713.. - services de jeux d'argent (casinos à Macao) par téléphone (Telebet)
- 1872... - hotline liée aux programmes en direct des auditeurs de stations de radio
- 1878... - indicatif de service public, collecte de fonds, enquêtes de morts accidentelles
- 1879... - indicatif de service public, organisme de bienfaisance
- 1880 - service client du Jockey Club de Hong Kong
- 1881 to 1889 - services de jeux d'argent du Jockey Club de Hong Kong (Telebet)
- 189 - intervention en cas de catastrophe ou de reprise après sinistre
- 19 - indicatif d'acheminement ou d'essai
- 200 - indicatif d'accès carte téléphonique
- 201..... à 206..... - lignes de téléphone fixe
- 207, 208, 209 - indicatifs d'accès carte téléphonique
- 21...... à 29...... - lignes de téléphone fixe
- 28088000 à 28088099 - indicatifs d'accès carte téléphonique
- 3000... - indicatifs équipement de conversion
- 301..... à 304..... - services de télécommunication non-externe
- 305..... à 309..... - services de télécommunication externe
- 31...... - lignes de téléphone fixe
- 34...... à 39...... - lignes de téléphone fixe
- 4........... - indicatifs de réseau
- 504, 505, 507, 508, 509 - services de valeur ajoutée multimédia ou SMS
- 51...... à 57...... - lignes de téléphone mobile
- 58...... - "service de classe 2" tel que voix sur IP
- 59...... - lignes de téléphone mobile
- 6....... - lignes de téléphone mobile
- 7....... - lignes de téléphone mobile et indicatifs de téléavertisseur
- 800...... - Numéros sans frais
- 81...... à 83...... - services de numéro personnel
- 900........ - services d'information
- 901..... à 989..... - lignes de téléphone mobile
- 990 à 998 - services d'urgence (routeur)
- 999 - service d'urgence (Police, Pompiers et Ambulance)

## Centraux téléphoniques à Hong Kong
- Aberdeen - 6 Wong Chuk Hang Road
- Chai Wan - 13-15 Cheung Lee Street près de Kut Shing Street
- Fanling - 21 Lok Yip Road
- Hung Hom - 140 Gillies Avenue North
- Kennedy Town - 14 Smithfield Road à Sai Wan
- Kwai Chung - Kwok Shui Road près de Fu Uk Road
- Kwun Tong - 408 Kwun Tong Road
- Ma On Shan - 20 sur Shing Shing
- Sai Kung - 66 Man Nin Street
- Sha Tin - 14-16 Man Lai Road à Tai Wai
- Shau Kei Wan - 17 Sun Sing Street
- Sheung Shui - 88-98 Jockey Club Road
- Tai Kok Tsui - 663 Shanghai Street à Mong Kok
- Tsing Yi (Kwai Shing) - 298 Kwai Shing Circuit à Kwai Chung
- Tuen Mun - 1 Hing On Lane
- Wan Chai - 44-46 Wood Road
- Yau Ma Tei - 524A Nathan Road
- Yau Tong - 6 Tseung Kwan O Road à Lam Tin

## Histoire des plans de numérotation et indicatifs

### Années 1970
Dans les années 1970, les indicatifs régionaux étaient attribués selon le modèle suivant: 
- le "3" pour Kowloon, Nouveau Kowloon, Ha Kwai Chung et Sai Kung
- le "5" pour l'île de Hong Kong et les îles périphériques
- le "12" pour les nouveaux territoires

Il n'existait pas de préfixe de ligne standard comme le «0» - seuls l'indicatif régional et le numéro de téléphone étaient composés lors de l'appel d'un indicatif régional à un autre. Ainsi, le numéro Kowloon ...-... aurait été composé comme suit: 
- ...-... - en provenance de Kowloon
- 3 ...-... - en provenance de l'île de Hong Kong ou des nouveaux territoires
- +852 3 ...-... - en provenance du reste du monde

### Années 1980
Au milieu des années 1980, les numéros à 6 chiffres commençant par «0» sont devenus des numéros à 7 chiffres commençant par «71», ouvrant la voie au changement ultérieur du préfixe des nouveaux territoires de «12» à «0». 
- Le "0....." est devenu le "71.....".

Les numéros de téléphone fixes étaient à six ou sept chiffres dans les années 1980. Les indicatifs régionaux ont été attribués selon les modèles suivants. 
- le "3" pour Kowloon, Nouveau Kowloon, Ha Kwai Chung et Sai Kung
- le "5" pour l'île de Hong Kong et les îles périphériques
- le "0" pour les nouveaux territoires

Les numéros de téléphone cellulaire sont tous composés de huit chiffres commençant par le «9». 

### Journée de numérotation facile
Le 30 décembre 1989, les indicatifs interurbains ont été supprimés. Les indicatifs régionaux pour les numéros à six chiffres se sont intégrés dans les numéros d'abonné. Les indicatifs régionaux pour les numéros à sept chiffres ont simplement été supprimés. Certains numéros à six chiffres ont eu le premier chiffre modifié à deux chiffres pour former un nombre à sept chiffres. 
- le "(3) ... ..." est devenu le "3.. ....".
- le "(3) 7.. ...." est devenu le "7.. ....".
- le "(5) ... ..." est devenu le "5.. ....".
- le "(5) N.. ...." est devenu le "N.. ...." (N = 8 ou 9).
- le "(0) 8.. ..." est devenu le "46. ....".
- le "(0) N.. ...." est devenu le "N.. ....". (N = 4 ou 6)

### Années 1990
Au milieu des années 1990, un «2» était préfixé de tous les numéros de ligne fixe (ligne terrestre) qui sont maintenant composés de huit chiffres. Un '7' était préfixé aux numéros de service de téléavertisseur existants. 
- le "... ...." est devenu le "2... ....".
- le "11.. ..." est devenu le "711.. ...".
- le "11.. ....." est devenu le "7.. .....".
- le "9... ...." reste inchangé.

### Depuis les années 2000
Avant l'introduction des numéros de lignes fixes portables, les numéros étaient attribués selon un schéma semblable à celui des districts. Par exemple, en plus des préfixes existants "3", "5" et "0", le préfixe "4" a été utilisé pour Tuen Mun et Yuen Long, "6" pour Tai Po et Sha Tin et "8" pour Island East. 
Les numéros commençant par "3" ont été introduits lorsque les numéros commençant par "2" pour les lignes fixes ont commencé à manquer. Les numéros de téléphone portable restent à huit chiffres. Le chiffre "6" a commencé à être utilisé lorsque les numéros commençant par "9" étaient presque épuisés. En mai 2008, les numéros de téléphone portable comportant le chiffre "5" ont également été introduits. 
En raison de nombreuses escroqueries téléphoniques usurpant les numéros de téléphone locaux, les appels lancés de l'extérieur de Hong Kong à l'aide d'un numéro local affichent désormais le "852", l'indicatif de Hong Kong, avant les numéros de téléphone de l'appelant. 